# 토양분석

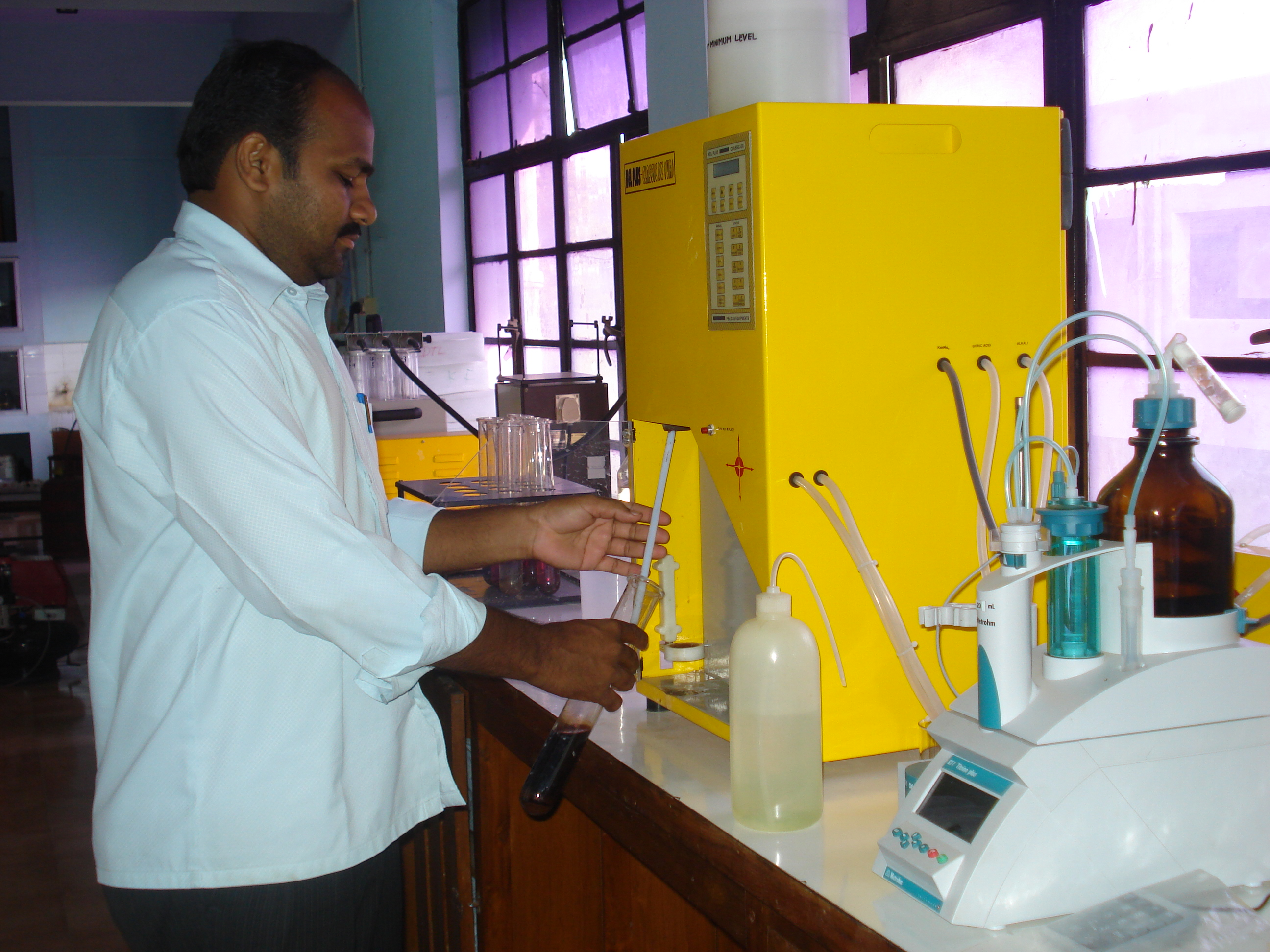
토양분석을 수행하는 모습

토양분석(土壤分析, soil test)은 토양의 이화학적 특성을 알기 위하여 실시하는 물리적, 화학적 및 생물학적으로 분석하는 것을 말한다.
토양분석은 몇 가지 가능한 이유 중 하나로 수행되는 광범위한 토양 분석 중 하나 이상을 의미할 수 있다. 가장 널리 수행되는 토양분석은 농업에서 비료 권장 사항을 결정하기 위해 식물이 사용할 수 있는 식물 영양소 농도를 추정하기 위해 수행되는 테스트이다. 공학(지질 공학), 지구화학적 또는 생태학적 조사를 위해 다른 토양분석을 수행할 수 있다.

## 같이 보기
- 비료
- 지반 조사